# Stephen Beck
Stephen Beck (* 1950 in Chicago) ist ein US-amerikanischer Videokünstler.

## Leben
Beck wurde in Chicago geboren und interessierte sich früh für elektronisches Spielzeug und Radios. Die erste Idee für seine späteren Videobilder hatte er schon als Kind, indem er die Augen schloss und das so entstehende Bild bewusst wahrnahm. In den 1960er Jahren kamen Erfahrungen mit Halluzinogenen hinzu. Stephen Beck absolvierte ein Studium als Ingenieur an der University of California, Berkeley. Elektronik und Elektronische Musik studierte er an der Universität von Illinois. Beck begann während seiner Studienzeit in Illinois mit Licht zu experimentieren. Mehrere Jahre war er als Techniker im experimentellen Musikstudio der Universität tätig. 1971, während eines Artist in Residence Programms am „National Center for Experiments in Television“ (NCET) in San Francisco, entwickelte Stephen Beck den „Direct Video Synthesizer/Direkt-Videosynthesizer“ („Zero“ und „One“), ein Gerät, welches Bilder generiert. Stephen Beck betreibt eine eigene Computerfirma in Berkley, die Firma „Beck-Tech“.

## Werke
Becks videografisches Werk beinhaltet viele Videotape-Kompositionen unter Einsatz des Direkt-Videosynthesizer sowie live Performances. Bekannte Werke aus der Anfangszeit, die zum Teil auf der documenta 6 in Kassel gezeigt wurden, sind:
- Synthesis (1972–74), 30 Minuten. Drei Werke, die die künstlerischen Möglichkeiten der Arbeit mit dem Direkt-Videosynthesizer demonstrieren.
- Illuminated Music II und III (1973), 30 Minuten, mit Warner Jepson. Beck improvisiert mit dem Direkt-Videosynthesizer auf dem Bildschirm, während Warner Jepson mit dem „Buchla Audio Synthesizer“ improvisiert. Das Ergebnis ist eine spontane Performance in Echtzeit.
- Video Weavings (1976), Anima (1974) und Union (1975), 28 Minuten. Video Weavings: Mithilfe eines von Stephen Beck selbst entwickelten Computers werden neue visuelle Bilder generiert. In Anima wird der Tanz von Katie McGuire in Licht und Farben transformiert und mit Musik von Jordan Belson kombiniert.[5]